# Siovata
Siovata is een geslacht van vlinders van de familie Lecithoceridae.

## Soorten
- S. dracopis (Meyrick, 1921)
- S. pulcherrimella Walker, 1866